# River Heights
River Heights – miasto w Stanach Zjednoczonych, w stanie Utah, w hrabstwie Cache.